# エリック・ル・サージュ
エリック・ル・サージュ（Éric Le Sage, 1964年9月15日 エクサンプロヴァンス - ）は、フランスのクラシック音楽のピアニスト。ピアニストと歌手のためのローベルト・シューマン国際コンクールピアノ部門優勝。

## 人物
パリ音楽院を修了後、ロンドンに留学してマリア・クルシオの許で研鑚を重ねる。ソリストとしてはロマン派音楽、なかでもロベルト・シューマンを得意とするが、一般的には室内楽の若手名バイプレイヤーとして知られている。珍しいレパートリーの開拓にも意欲的で、とりわけドヴォルザークやシェーンベルク、ストラヴィンスキー、ブリテンらのピアノ協奏曲を演奏している。フランス放送フィルハーモニー管弦楽団やドレスデン交響楽団などの有名なオーケストラにも招かれて共演している。サロン・ド・プロヴァンス国際音楽祭の創設者のひとり。